# Ian Waltz
Ian Waltz (né le 15 avril 1977 à Post Falls) est un athlète américain, spécialiste du lancer du disque. 

## Biographie
Vainqueur des championnats des États-Unis d'athlétisme 2005, il se classe 5e des championnats du monde de 2005 à Helsinki. En 2006, il remporte un nouveau titre national et se classe troisième de la Coupe du monde des nations.
En 2008, il remporte les sélections olympiques américaines, son troisième titre national, mais s'incline dès les qualifications aux Jeux de Pékin.
Son record personnel au lancer du disque est de 68,91 m, établi le 24 mai 2006 à Salinas.